# Liste des monuments historiques de Senlis
Ce tableau présente la liste de tous les monuments historiques classés ou inscrits dans la ville de Senlis, Oise, Hauts-de-France, en France.

## Liste
| Monument                                         | Adresse                                                                                       | Coordonnées                      | Notice         | Protection            | Date           | Illustration                                     |
| ------------------------------------------------ | --------------------------------------------------------------------------------------------- | -------------------------------- | -------------- | --------------------- | -------------- | ------------------------------------------------ |
| Abbaye Saint-Vincent                             | Rue de Meaux                                                                                  | 49° 12′ 09″ nord, 2° 35′ 22″ est | « PA00114880 » | Classé Inscrit        | 1862 1933 1945 | Abbaye Saint-Vincent                             |
| Abbaye de la Victoire                            | RD 330                                                                                        | 49° 11′ 33″ nord, 2° 36′ 58″ est | « PA00114881 » | Inscrit               | 1927 1989      | Abbaye de la Victoire                            |
| Arènes                                           | Place des Arènes                                                                              | 49° 12′ 19″ nord, 2° 34′ 31″ est | « PA00114882 » | Classé                | 1875           | Arènes                                           |
| Bibliothèque municipale                          | Rue Saint-Pierre Avenue du Général-Leclerc                                                    | 49° 12′ 23″ nord, 2° 35′ 15″ est | « PA00114908 » | Inscrit               | 1970           | Bibliothèque municipale                          |
| Cathédrale Notre-Dame                            | Place du Parvis Place Nôtre-Dame Rue aux Flageards                                            | 49° 12′ 25″ nord, 2° 35′ 10″ est | « PA00114883 » | Classé                | 1840 1929      | Cathédrale Notre-Dame                            |
| Chantrerie Saint-Rieul                           | 2, 4 rue Afforty 1, 3 rue des Pigeons-Blancs                                                  | 49° 12′ 28″ nord, 2° 35′ 11″ est | « PA00114884 » | Inscrit               | 1987           | Chantrerie Saint-Rieul                           |
| Château royal de Senlis et prieuré Saint-Maurice | Place du Parvis Impasse Beaumé                                                                | 49° 12′ 27″ nord, 2° 35′ 03″ est | « PA00114885 » | Classé Inscrit Classé | 1862 1987 1995 | Château royal de Senlis et prieuré Saint-Maurice |
| Collégiale Saint-Frambourg                       | Place Saint-Frambourg Rue Saint-Frambourg Rue Saint-Hilaire                                   | 49° 12′ 21″ nord, 2° 35′ 11″ est | « PA00114888 » | Classé                | 1862           | Collégiale Saint-Frambourg                       |
| Couvent des Carmes                               | Rue Vieille-de-Paris Passage des Carmes                                                       | 49° 12′ 11″ nord, 2° 34′ 57″ est | « PA00132916 » | Inscrit               | 1994           | Couvent des Carmes                               |
| Couvent de la Présentation-Notre-Dame            | 21-27 rue de Meaux                                                                            | 49° 12′ 12″ nord, 2° 35′ 18″ est | « PA60000042 » | Inscrit               | 2001           | Couvent de la Présentation-Notre-Dame            |
| Domaine de Valgenceuse                           | RD 330                                                                                        | 49° 11′ 59″ nord, 2° 36′ 02″ est | « PA00114886 » | Classé Inscrit        | 1942 1992 2016 | Domaine de Valgenceuse                           |
| Église Saint-Aignan                              | 5, 7 rue de Beauvais                                                                          | 49° 12′ 20″ nord, 2° 34′ 56″ est | « PA00114887 » | Classé                | 1981           | Église Saint-Aignan                              |
| Église Saint-Pierre                              | Place Saint-Pierre Avenue du Général-Leclerc                                                  | 49° 12′ 23″ nord, 2° 35′ 16″ est | « PA00114889 » | Classé                | 1887           | Église Saint-Pierre                              |
| Enceinte gallo-romaine                           | Rue de la Treille, rue du Puits-Tiphaine, rue du Chat-Haret, rue aux Flageards, square Vernet | 49° 12′ 28″ nord, 2° 35′ 04″ est | « PA00114907 » | Inscrit               | 1930 1999      | Enceinte gallo-romaine                           |
| Gare                                             | Place de la Gare                                                                              | 49° 12′ 22″ nord, 2° 35′ 33″ est | « PA60000037 » | Inscrit               | 2001           | Gare                                             |
| Hôpital de la Charité                            | 1 rue du Temple                                                                               | 49° 12′ 11″ nord, 2° 34′ 57″ est | « PA00114891 » | Classé                | 1942           | Hôpital de la Charité                            |
| Hôtel de l'Ange                                  | 39 rue Vieille-de-Paris                                                                       | 49° 12′ 15″ nord, 2° 34′ 58″ est | « PA00114906 » | Inscrit               | 1975           | Hôtel de l'Ange                                  |
| Hôtel de la Chancellerie                         | 23 rue de la Chancellerie                                                                     | 49° 12′ 22″ nord, 2° 34′ 57″ est | « PA00114892 » | Inscrit               | 1933           | Hôtel de la Chancellerie                         |
| Hôtel de Cornouailles                            | 2 rue du Chat-Haret                                                                           | 49° 12′ 29″ nord, 2° 35′ 07″ est | « PA00114902 » | Inscrit               | 1936           | Hôtel de Cornouailles                            |
| Hôtel de Faucigny-Lucinge                        | 23 rue de Beauvais                                                                            | 49° 12′ 21″ nord, 2° 34′ 50″ est | « PA00114901 » | Classé Inscrit        | 1949 1970      | Hôtel de Faucigny-Lucinge                        |
| Hôtel du Flamand                                 | 10 rue des Cordeliers                                                                         | 49° 12′ 14″ nord, 2° 35′ 02″ est | « PA00114894 » | Inscrit               | 1933           | Hôtel du Flamand                                 |
| Hôtel Germain Hôtel Regnard et Bruslé            | Place Gérard-de-Nerval Rue des Vétérans                                                       | 49° 12′ 26″ nord, 2° 34′ 51″ est | « PA00114895 » | Inscrit               | 1987           | Hôtel GermainHôtel Regnard et Bruslé             |
| Hôtel du Haubergier                              | 27 rue Sainte-Geneviève 20 rue du Haubergier                                                  | 49° 12′ 17″ nord, 2° 35′ 05″ est | « PA00114896 » | Inscrit Classé        | 1933 1987      | Hôtel du Haubergier                              |
| Hôtel de Rasse                                   | Rue Bellon                                                                                    | 49° 12′ 20″ nord, 2° 35′ 21″ est | « PA00114897 » | Inscrit               | 1930           | Hôtel de Rasse                                   |
| Hôtel des Trois-Morts                            | 15 rue du Châtel                                                                              | 49° 12′ 21″ nord, 2° 35′ 02″ est | « PA00114903 » | Inscrit               | 1978           | Hôtel des Trois-Morts                            |
| Hôtel des Trois-Pots                             | 33 rue du Châtel                                                                              | 49° 12′ 25″ nord, 2° 35′ 05″ est | « PA00114898 » | Inscrit               | 1927           | Hôtel des Trois-Pots                             |
| Hôtel de Vermandois                              | Place du Parvis                                                                               | 49° 12′ 26″ nord, 2° 35′ 08″ est | « PA00114899 » | Inscrit Classé        | 1933 1942      | Hôtel de Vermandois                              |
| Hôtel Dufresne de Saint-Leu                      | 16 Rue Bellon                                                                                 | 49° 12′ 20″ nord, 2° 35′ 18″ est | « PA60000104 » | Inscrit               | 2021           | Hôtel Dufresne de Saint-Leu                      |
| Hôtel de ville                                   | Rue de Beauvais Place Henri-IV Rue Vieille-de-Paris                                           | 49° 12′ 19″ nord, 2° 35′ 00″ est | « PA00114900 » | Inscrit               | 1933           | Hôtel de ville                                   |
| Hôtel-Dieu                                       | Rue du Châtel                                                                                 | 49° 12′ 22″ nord, 2° 35′ 04″ est | « PA00114893 » | Inscrit               | 1927           | Hôtel-Dieu                                       |
| Musée d'art et d'archéologie                     | Place Notre-Dame Rue du chancelier Guérin Rue Saint-Pierre Rue aux Flageards                  | 49° 12′ 23″ nord, 2° 35′ 13″ est | « PA00114890 » | Classé                | 1964           | Musée d'art et d'archéologie                     |
| Pavillon Saint-Martin                            | 93 rue du faubourg Saint-Martin                                                               | 49° 12′ 04″ nord, 2° 34′ 48″ est | « PA00114904 » | Inscrit               | 1966           | Pavillon Saint-Martin                            |
| Porte de Meaux                                   | Rue de Meaux                                                                                  | 49° 12′ 09″ nord, 2° 35′ 27″ est | « PA00114905 » | Inscrit               | 1930           | Porte de Meaux                                   |
| Tour du Jeu d'arc                                | Boulevard des Otages                                                                          | 49° 12′ 15″ nord, 2° 34′ 48″ est | « PA00114909 » | Inscrit               | 1933           | Tour du Jeu d'arc                                |